# Енти

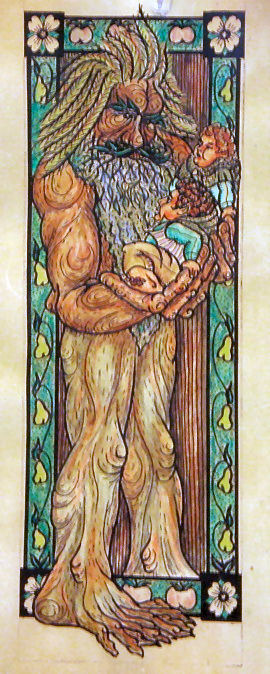
Енти у легендаріумі Джона Роналда Руела Толкіна

Енти (англ. Ents) — раса у легендаріумі Джона Роналда Руела Толкіна, що населяє Середзем'я та зовнішньо дуже нагадує дерева.
Енти описані у «Володарі перснів» і «Сильмариліоні», вони є давніми пастирями дерев і союзниками вільних народів у Війні персня. Енти досить доброзичливі, але ненавидять орків. Найпомітнішою фігурою серед ентів є Древобород, одна з найдавніших істот у світі Толкіна.
Під час подій «Володаря перснів» ентінгів (молодих ентів) не існувало, оскільки Дружини ентів пропали безвісти задовго до цього. Ентам споріднені хуорни. Говорили енти власною мовою, але знали, мабуть, і квенья, і Синдарін, і Вестрон, і Чорний Діалект.

## Етимологія
Слово «ент» походить від англо-саксонського слова ent, що означає «велетень». Толкін запозичив це слово з англо-саксонськоі фрази orþanc enta geweorc (орθанк ента гевеорк = «робота підступних велетнів») і eald enta geweorc (еалд ента гевеорк = «стара робота велетнів», опис давньоримських руїн). У цьому сенсі енти, мабуть, найвсюдисущіші з усіх істот в фентезі та фольклорі, поступаються, мабуть, тільки драконам, оскільки слово «ент» може ставитися до набору величезних, грубих гуманоїдних істот, таких як велетні, орки, тролі і навіть чудовисько Грендель з поеми «Беовульф», яку Толкін знав мало не напам'ять.
Також, як і давньоскандинавське слово jǫtunn (Йотун), слово «ент» походить від загальногерманського кореня * etunaz.

## Опис
Деревобород, найстарший із ентів, що живуть у Середзем'ї, описаний у книзі так:
| | Росту в ньому було не менше десяти ліктів, довга голова без будь-якого переходу з'єднувалася з міцним тулубом. Важко було зрозуміти, чи він одягнутий у плащ з сіро-зеленої, схожої на кору тканини, чи це його власна шкіра. Сильні руки нижче плечей гладенькі, бурого кольору; на ступнях по сім довгих пальців. Низ обличчя ховала сива борода, довга, густа, кущиста; окремі волосинки, вгорі завтовшки з тонку гілочку, донизу розходилися мохнатими волоконцями. |
| — Дж.Р.Р.Толкієн. Володар перснів: Дві Вежі. Книга ІІІ. Розділ 4. Старий Ент. Х.: Фоліо, 2003. 320 с. | |

## Дружини ентів
Древобород говорив, що Дружини ентів почали відходити все далі й далі від самих ентів, тому що їм подобалося садити рослини і доглядати за ними, в той час як чоловікам-ентам подобалося стояти осторонь і спостерігати за природним розвитком подій. Тож, Дружини ентів пішли у місцевість, що пізніше стала відомою як «Бурі землі», розташовану за великою річкою Андуін, та чоловіки-енти все ж відвідували їх там. Дружини ентів, на відміну від чоловіків-ентів, спілкувалися з расою людей і навчали їх багато чому з мистецтва сільського господарства.
Напевно, енти-чоловіки і енти-жінки виявляли певний ступінь статевого диморфізму: всі чоловіки-енти нагадували дикі лісові дерева, які вони охороняли (дуби, горобини та ін.), а Дружини ентів охороняли сільськогосподарські рослини, і, можна припустити, що вони нагадували різні культурні рослини і дерева (Древобород помічав, що колір їх волосся був схожий на колір стиглого зерна).
Дружини ентів жили мирно до моменту знищення їх садів Сауроном (мабуть, в ході війни Останнього Союзу в Другу Епоху), після чого вони зникли. Енти шукали їх, але так і не змогли знайти. Ельфи співали, що одного разу енти і Дружини ентів знайдуть один одного. Дійсно, в «Поверненні короля» Древобород говорить гобітам, щоб вони не забули повідомити йому, якщо «почують що-небудь» про дружин ентів «в їх країні»

## Окремі згадані енти
У книгах «Володар перснів» всього шість ентів були згадані разом із іменами. Основний персонаж-ент, перший з ентів, кого зустріли гобіти, був Фангорн. Окрім нього, згадують ще Фінгласа, Фладрифа, Буковеня, Брегалада та Фимбетиля.

### Фанґорн
Фанґорн (англ. Fangorn): також відомий як Древобород (англ. Treebeard), у фільмі «Володар перснів: Дві фортеці» — Древень. До кінця Третьою Епохи він, Фінглас і Фладріф були останніми з ентів, хто з'явилися ще в Першу Епоху, і, будучи такими, були одними з найдавніших створінь Середзем'я. З плином часу царство ентів скоротилося до лісу Фангорн, названого так за синдаринским іменем Древоборода.

### Фінґлас
Фінґлас (англ. Finglas): в перекладі з Синдарин — «Листоволос» (англ. Leaflock). На час Війни Кільця Фінґлас став сонним і деревоподібним. Влітку він стояв на лузі і дрімав. Взимку він спочатку прокидався, але потім остаточно залишився на своєму місці і не прийшов на Раду Ентів. Фінґлас був покритий листоподібним волоссям.

### Фладріф
Фладріф (англ. Fladrif): в перекладі з Синдарин — «Шкіростовбур» (англ. Skinbark). Він жив на схилах гір на захід від Ізенгарду. Орки Сарумана спустошували цю місцевість, зрубуючи дерева і вбиваючи ентів. Сам Фладріф був сильно поранений в ході однієї з таких вилазок орків. В результаті він пішов високо в гори, де жив серед улюблених їм беріз, і відмовлявся спускатися вниз.

### Буковень
Буковень (англ. Beechbone): ент, що був спалений машинами Сарумана в ході штурму Ізенґарду (хоча його доля до кінця не відома). Його поранення і можлива смерть розлютили інших ентів.

### Бреґалад
Бреґалад (англ. Bregalad): також був відомий як Скородум або (в деяких перекладах) Скоростовбур (англ. Quickbeam). Був відносно молодим ентом — на період Війни Кільця, був приблизно «середнього віку», і навіть близько не такий старий, як Фанґорн (хоча він був абсолютно дорослим, бо після зникнення Дружин ентів, дітей-ентів більше не з'являлося). Його англійське ім'я у Толкіна — це діалектне слово, що позначає «гірський ясен» або «горобина»; сам Бреґалад і вирощував горобину, і зовні нагадував її. Його ім'я в перекладі з Синдарин позначає «Скородум» (від «брагол» — «раптовий» і «Галад» — «дерево»). Він отримав це ім'я (швидше, прізвисько), коли відповів «так» іншому енту на питання, який той не встиг закінчити. Це показує, що він був незвично «квапливий» для ента. На Раді Ентів Бреґалад підтвердив свою репутацію: він був першим, хто вирішив атакувати Ізенґард, оскільки орки Сарумана знищили багато кого з його горобинових гаїв. Спостерігаючи, що Бреґалад вже зважився, Древобород послав його доглядати і дбати про Меррі і Піппіна, поки суперечка між іншими ентамі тривав ще кілька днів. Він пізніше зіграв важливу роль в атаці на Ізенґард, мало не взявши в полон самого Сарумана.

### Фимбретиль
Фімбретіль (англ. Fimbrethil): давно втрачена дружина Древоборода, також відома як Тонконожка (англ. Wandlimb). Пара була разом ще до того, як Морґот набрав чинності під час юності світу. У перекладі з Синдарин її ім'я означає «тонка береза». Як і інші Дружини ентів, Фімбретіль пропала безвісти після того, як Саурон знищив сади Дружин ентів у Другу Епоху. На час Війни Кільця Древобород вже більше 3000 років не бачив свою кохану.